# Viriato Figueredo Lora
Viriato Figueredo Lora (Santiago de Cuba, Cuba, 1893 - La Haya, Países Bajos, 1940) fue un médico y diplomático de Costa Rica. Fue hijo de José Figueredo y Figueredo (1865-1917), activista de la independencia de Cuba y después prominente vecino de la ciudad de Alajuela, Costa Rica, y Anita Lora y Yero (m. 1929; hija del caudillo independentista cubano Saturnino Lora y Torres, protagonista del Grito de Baire), quienes se establecieron en Costa Rica a los pocos meses de su nacimiento, como exiliados políticos. Hermano suyo fue el deportista y político Roberto Figueredo Lora. En 1931 contrajo nupcias con Christianne-Henriette Stattler, suiza, con quien no tuvo hijos.

## Estudios
Se graduó de Bachiller en Ciencias y Letras en el Liceo de Costa Rica. Posteriormente se trasladó a Lyon, Francia, donde cursó estudios de Farmacia y Medicina. En Ginebra (Suiza), se dedicó al ejercicio de su profesión. Allí publicó en 1918 el folleto De la Réaction de Fixation du Complément de Bordet et Gengou chez les Paralytiques Généraux et les Tabétiques: Statistique des cas traités à la Clinique Médicale, - [de l']Université de Genève - de 1911 à 1918.

## Labor consular
De marzo a noviembre de 1917 fue Cónsul honorario de Costa Rica en Roma, y de noviembre de 1917 a septiembre de 1919 Cónsul honorario de Costa Rica en Ginebra. Posteriormente regresó a Costa Rica y durante un breve período ejerció la medicina en Alajuela.
De enero de 1928 a enero de 1929 fue nuevamente Cónsul honorario en Ginebra, de enero de 1929 a diciembre de 1930 Cónsul remunerado, y de diciembre de 1930 hasta su muerte nuevamente Cónsul honorario.

## Actividad en la Sociedad de las Naciones
Efectuó reiteradas gestiones para la reincorporación de Costa Rica a la Sociedad de Naciones, y cuando parecía que se iba a efectuar, fue nombrado para representar al país en la Asamblea General de la Sociedad, pero la reincorpoarción no llegó a tener efecto. El 16 de abril de 1931 fue nombrado Delegado de Costa Rica a la Conferencia Internacional de la Sociedad de Naciones sobre limitación de la fabricación de estupefacientes, que se inició en Ginebra el 27 de mayo siguiente. El 13 de julio firmó en nombre de Costa Rica la convención para Limitar la manufactura y regular la distribución de drogas estupefacientes. También fue Delegado de Costa Rica al VI Congreso Internacional de los Accidentes y las Enfermedades del Trabajo (Ginebra, 3 a 8 de agosto de 1931), a la reunión de la III Comisión relativa a la Tregua de Armamentos (Ginebra, septiembre de 1931), a la Conferencia General del Desarme (Ginebra, 2 de febrero de 1932) y a la III Conferencia Internacional de Educación Pública (Ginebra, 11 de julio de 1934). 
En 1939 representó a la República Dominicana en el Consejo de la Sociedad de Naciones, como Consejero de la Delegación y Delegado suplente.

## Actividad intelectual
Además de su labor como médico y funcionario consular y diplomático, el doctor Figueredo fue un hombre de hondas inquietudes intelectuales. Tuvo gran amistad con Clodomiro Picado Twight, Joaquín García Monge y otros humanistas costarricenses. Tradujo al castellano la obra Chispas y Caprichos del escritor suizo John Petit-Senn, y la publicó en San José en 1927, con una dedicatoria del traductor al poeta español Juan Ramón Jiménez.